# معلم‌کلا (محمودآباد)
معلم کلا، روستایی است از توابع بخش سرخ‌رود شهرستان محمودآباد در استان مازندران ایران. این روستا یکی از پرجمعیت ترین روستا های شهرستان محمود آباد می باشد که اکثریت روستاییان این روستا به کشاورزی و کشت برنج مشغول می باشند.

## جمعیت
این روستا در دهستان هرازپی شمالی قرار دارد و براساس سرشماری مرکز آمار ایران سرشماری عمومی نفوس و مسکن (۱۳۹۵)، جمعیت آن 2416 نفر (879 خانوار) بوده‌است.

## افراد سرشناس
سید عباس موسوی (دیپلمات)